# ناحیه ادامز، شهرستان همیلتون، ایندیانا
ناحیه ادامز، بخش همیلتون، ایندیانا (به انگلیسی: Adams Township, Hamilton County, Indiana) در ایالات متحده آمریکا است که در ایندیانا واقع شده‌است.

## خصوصیات
ناحیه ادامز ۴٬۸۵۸ نفر جمعیت دارد و ۲۸۱ متر بالاتر از سطح دریا واقع شده‌است.